# Aliaxandra Ramanouskaya
Aliaxandra Ramanouskaya (en bielorruso: Аляксандра Раманоўская; 22 de agosto de 1996) es una deportista bielorrusa que compite en esquí acrobático. Ganó una medalla de oro en el Campeonato Mundial de Esquí Acrobático de 2019, en la prueba de salto aéreo.

## Medallero internacional
| Campeonato Mundial | Campeonato Mundial         | Campeonato Mundial | Campeonato Mundial |
| Año                | Lugar                      | Medalla            | Competición        |
| ------------------ | -------------------------- | ------------------ | ------------------ |
| 2019               | Park City (Estados Unidos) | Medalla de oro     | Salto aéreo        |